# كسر الدمعة

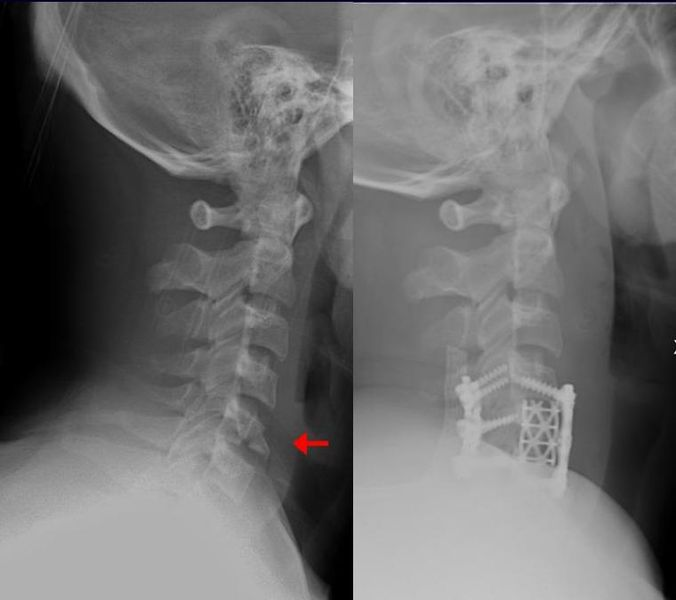

كسر الدمعة (بالإنجليزية: Teardrop fracture أو Flexion teardrop fracture)‏ هو كسر في الجانب الأمامي السفلي للفقرات العنقية بسبب ثني العمود الفقري مع انضغاط المحور العمودي.
عادة ما يرتبط كسر الدمعة بإصابة النخاع الشوكي والذي عادة ما يكون بسبب إزاحة الجزء الخلفي من الفقرة في القناة الشوكية.